# Franciszek Sikorski

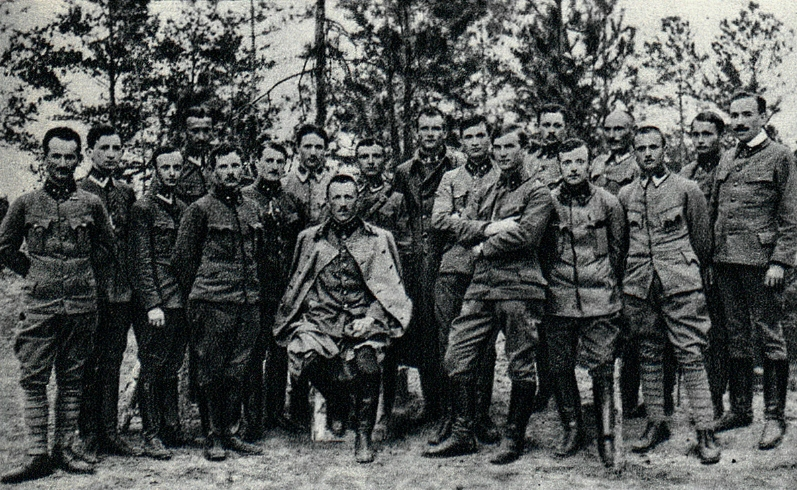
Oficerowie II baonu 4 pp Legionów z kpt. Franciszkiem Sikorskim (siedzi pośrodku)

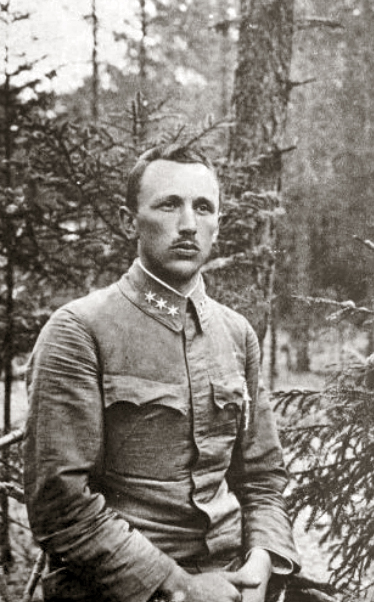
Franciszek Sikorski podczas służby w Legionach

Franciszek Józef Sikorski (ur. 4 października 1889 we Lwowie, zm. 1940 w Charkowie) – polski inżynier, generał brygady Wojska Polskiego, kawaler Orderu Virtuti Militari, ofiara zbrodni katyńskiej.

## Życiorys
Był synem Narcyza (zm. 1902), lekarza weterynarii i Adeli z Małuszyńskich (zm. 1907) oraz  młodszym bratem Adama Mariana (1886–1947) i Heleny (ur. 1887), która wyszła za mąż za kapitana Legionów Polskich Tadeusza Andrzeja Terleckiego (1886–1918) . Rodzina mieszkała w dworku przy ul. Zielonej 82.
Początkowo uczył się w gimnazjum w Tarnowie i we Lwowie, następnie w szkole realnej w Krakowie, gdzie zdał egzamin maturalny. Przez rok studiował na Politechnice Lwowskiej, później pięć semestrów był słuchaczem Wydziału Filozoficznego Uniwersytetu Lwowskiego.
Przed I wojną światową działał w polskich organizacji wojskowo-niepodległościowych – w Związku Walki Czynnej (od maja 1909) i w Związku Strzeleckim (od 1910), w których używał pseudonimów „Grzegorz” i „Franek”. Ukończył strzelecka szkołę podoficerską i wyższy kurs szkoły oficerskiej w 1912 i został mianowany podporucznikiem.
W czasie I wojny światowej od 16 sierpnia 1914 do lipca 1917 służył w Legionach Polskich – jako dowódca batalionu w 3 pułku piechoty, a potem 4 pułku piechoty (porucznik z września 1914, kapitan ze stycznia 1915). Po kryzysie przysięgowym został uwięziony w Przemyślu, a następnie wcielony w listopadzie 1917 do armii austro-węgierskiej. Od stycznia 1918 dowódca Okręgu Lwów Polskiej Organizacji Wojskowej. Od października 1918 już w odrodzonym Wojsku Polskim w szeregach 4 Dywizji Strzelców Polskich. W grudniu 1918 został dowódcą 13 pułku strzelców polskich, na czele którego wrócił przez Bukowinę do kraju.
W lipcu 1919 objął dowództwo 28 pułku piechoty. Październik 1919 – grudzień 1920 dowódca XIX, a następnie XX Brygady Piechoty. Od maja do listopada 1920 walczył z bolszewikami, najpierw na Froncie Północnym, potem w bitwie warszawskiej na polach Radzymina, a następnie w walkach pościgowych w Małopolsce Wschodniej. Od grudnia 1920 do kwietnia 1921 szkolił się na kursie informacyjnym dla wyższych dowódców w Wyższej Szkole Wojennej. W okresie kwiecień 1921 – styczeń 1922 był dowódcą XIX BP i pełniącym obowiązki dowódcy 10 Dywizji Piechoty.
Szczególnie odznaczył się w walkach „w czerwcu podczas walk nad Dzisną, osobiście dowodząc brygadą, odpierając kilkakrotne ataki nieprzyjaciela i osłaniając odwrót polskich oddziałów”. Za tę waleczność został odznaczony Orderem Virtuti Militari.
3 maja 1922 został zweryfikowany w stopniu pułkownika ze starszeństwem z 1 czerwca 1919 i 53. lokatą w korpusie oficerów piechoty. 1923 – lipiec 1926 był dowódcą piechoty dywizyjnej 9 Dywizji Piechoty w Siedlcach. W czasie przewrotu majowego w 1926 opowiedział się po stronie buntowników marsz. Józefa Piłsudskiego. Na czele 22 pułku piechoty szedł na pomoc walczącym w Warszawie zbuntowanym oddziałom antyrządowym. Od lipca 1926 do marca 1932 dowódca 9 Dywizji Piechoty.
16 marca 1927 mianowany został generałem brygady ze starszeństwem z dniem 1 stycznia 1927 i 8 lokatą w korpusie generałów. Razem z nim awans otrzymał dr Bronisław Karol Sikorski (19 lokata). Od marca 1932 do czerwca 1933 w dyspozycji dowódcy Okręgu Korpusu Nr IX w Brześciu. 30 czerwca 1933 został przeniesiony w stan spoczynku. Zamieszkał wraz z rodziną w Warszawie (wg Polaka we Lwowie), działał w Związku Hodowców Drobiu i pisał pamiętnik, który spłonął we wrześniu 1939. W tym okresie ukończył studia na Politechnice Warszawskiej i uzyskał tytuł inżyniera. 
Po agresji III Rzeszy na Polskę 5 września ewakuował się do Brześcia, gdzie miał objąć dowództwo twierdzy. Następnie udał się wraz z rodziną do Lwowa, gdzie zameldował się do dyspozycji dowództwa Frontu Południowego. 12 września objął dowództwo obrony Lwowa, walczył z zagonami niemieckimi. Po agresji ZSRR na Polskę i kapitulacji Lwowa przed Armią Czerwoną został wbrew warunkom kapitulacji miasta wzięty do niewoli sowieckiej i przewieziony do obozu w Starobielsku. Wiosną 1940 został zamordowany przez NKWD w Charkowie i pogrzebany w Piatichatkach, gdzie od 17 czerwca 2000 mieści się oficjalnie Cmentarz Ofiar Totalitaryzmu w Charkowie.

## Awanse i upamiętnienie
Postanowieniem nr 112-48-07 Prezydenta RP Lecha Kaczyńskiego z 5 października 2007 został awansowany pośmiertnie do stopnia generała dywizji. Awans został ogłoszony w 9 listopada 2007 w Warszawie, w trakcie uroczystości „Katyń Pamiętamy – Uczcijmy Pamięć Bohaterów”.

## Życie prywatne
W 1927 ożenił się z pochodzącą ze Lwowa pianistką Marią z d. Schmar (zm. 1977), z którą miał dwie córki: Adelę zwaną Adą (ur. 1929) i Marię (ur. 1931) oraz pasierbicę Krystynę (1924–1939), córkę żony z pierwszego małżeństwa. Krystyna zmarła wkrótce po przyjeździe do Lwowa na brucelozę. Żona, dwie córki i teściowa zostały zesłane na Syberię, skąd wydostały się z Armią Andersa do Iranu.

## Ordery i odznaczenia
- Krzyż Srebrny Orderu Wojskowego Virtuti Militari nr 660 – 28 lutego 1921[21][2]
- Krzyż Niepodległości (20 stycznia 1931)[22]
- Krzyż Walecznych (czterokrotnie)[17]
- Złoty Krzyż Zasługi
- Medal Pamiątkowy za Wojnę 1918–1921
- Krzyż Kampanii Wrześniowej (nadany pośmiertnie w Londynie 15 sierpnia 1985, nr leg. 11519)
- Odznaka Oficerska Związków Strzeleckich („Parasol”) (1912)[23]
- Odznaka Pamiątkowa Więźniów Ideowych[24]
- Krzyż Wojenny (Francja)[25]
- Medal Zwycięstwa[25]